# Cripplegate
Cripplegate était l'une des sept portes historiques de la Cité de Londres